# Croton subcompressus
Espèce
Croton subcompressus est une espèce de plantes à fleurs du genre Croton et de la famille des Euphorbiaceae, peut-être présente au Mexique.
Il a pour synonyme :
- Oxydectes subcompressa, (Müll.Arg.) Kuntze